# Церковь Воздвижения Креста Господня (Астахов)
Церковь Воздвижения Креста Господня (Крестовоздвиженский храм) — православный храм в хуторе Астахов Ростовской области; Шахтинская и Миллеровская епархия, Каменское благочиние.

## История
Когда в станице Каменской (ныне город Каменск-Шахтинский) была построена и освящена в 1792 году каменная церковь Покрова Пресвятой Богородицы, старая деревянная церковь, построенная в 1748 году, была выкуплена казачьим полковником Иваном Скасырским и перевезена в слободу Скасырскую, где в 1795 году была воссоздана и освящена с новым именем — Воздвижения Креста Господня. В 1906 году в слободе был начато строительство новой кирпичной церкви, которая была возведена в 1912 году. Деревянное здание прежней церкви было снова разобрано и передано в хутор Астахов, где начало возводиться в ноябре 1913 года на основании решения строительного отдела Областного правления Войска Донского с тем же названием — Воздвижения Креста Господня. Храм был построен и освящён в 1914 году.
Построенная впервые в середине XVIII века, пережив три стройки, а также революцию, гражданскую и отечественную войны, церковь работает по настоящее время. Является памятником регионального значения (согласно постановлению Главы администрации Ростовской области № 69 от 14 марта 1994 года).
Настоятель храма — протоиерей Иоанн Елатонцев, награждён медалью «За заслуги перед Шахтинской епархией».
Адрес: 347852, область Ростовская, Каменский район, хутор Астахов, улица Советская, 36.

### Обустройство храма
Храм однокупольный, однопрестольный. Первоначально был срублен из дубовых пластин, вследствие чего сохранил крепость по настоящее время. Территория церкви обнесена забором, на подворье имеются хозяйственные постройки, здание воскресной школы, домик настоятеля и баптистерий (достаточно редко встречается, когда крестильное помещение построено отдельно от церкви). В баптистерии в полу выполнена купель для взрослых и имеется переносная купель для детей. Ещё в 2013 году здание храма имело отличный от настоящего вид — отделано деревянными досками, выкрашено в белый цвет с синими обводами. Купол был синий с золотыми звёздами. Позже Крестовоздвиженский храм был отделан современным материалом (блок-хаус) светло-коричневого цвета с коричневыми оборками и такого же цвета крышей. В 2016 год церковный двор был вымощен плиткой.
Посредине молельного зала (из центра купола) подвешена люстра, которая до сих пор освещает помещение не электрическими лампами, а свечами. Иконостас трёхъярусный. Стены храма украшены многими иконами, некоторые из них древние и достаточно редкие. Одна из них — Августовской Божией Матери, уникальна и необычна — на ней изображены молящиеся казаки русской армии, которым в Первую мировую войну явилась Божия Матерь под городом Августов (ныне в Польше).
В церкви имеется два клироса — один в молельном зале (для чтеца), второй — при входе зал, на втором этаже, где находятся певчие. На внешней стене второго клироса находится копия неизвестного автора картины И. Е. Репина «Николай Мирликийский избавляет от смерти трёх невинно осуждённых».

## Фотогалерея

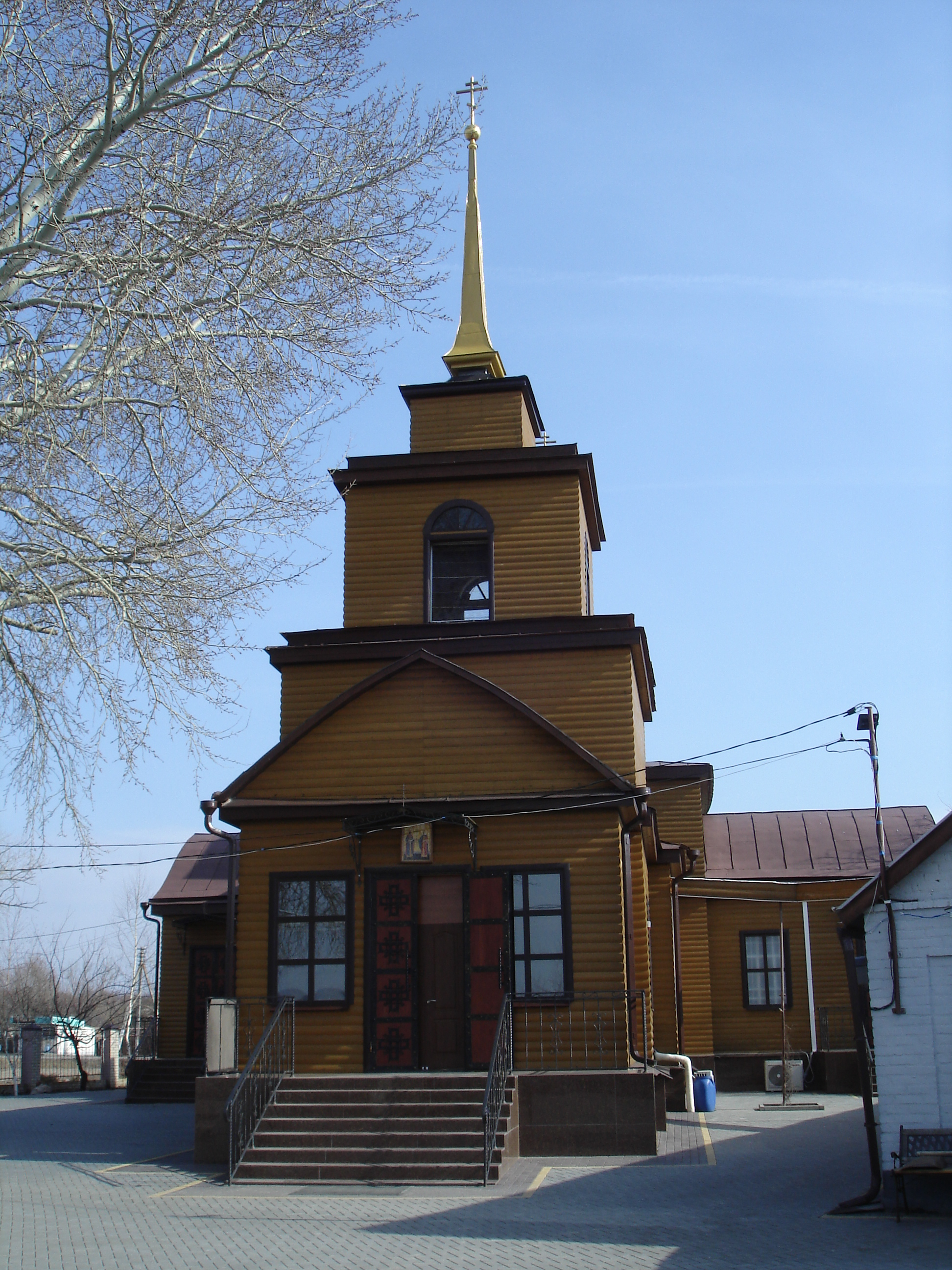
Вход и колокольня
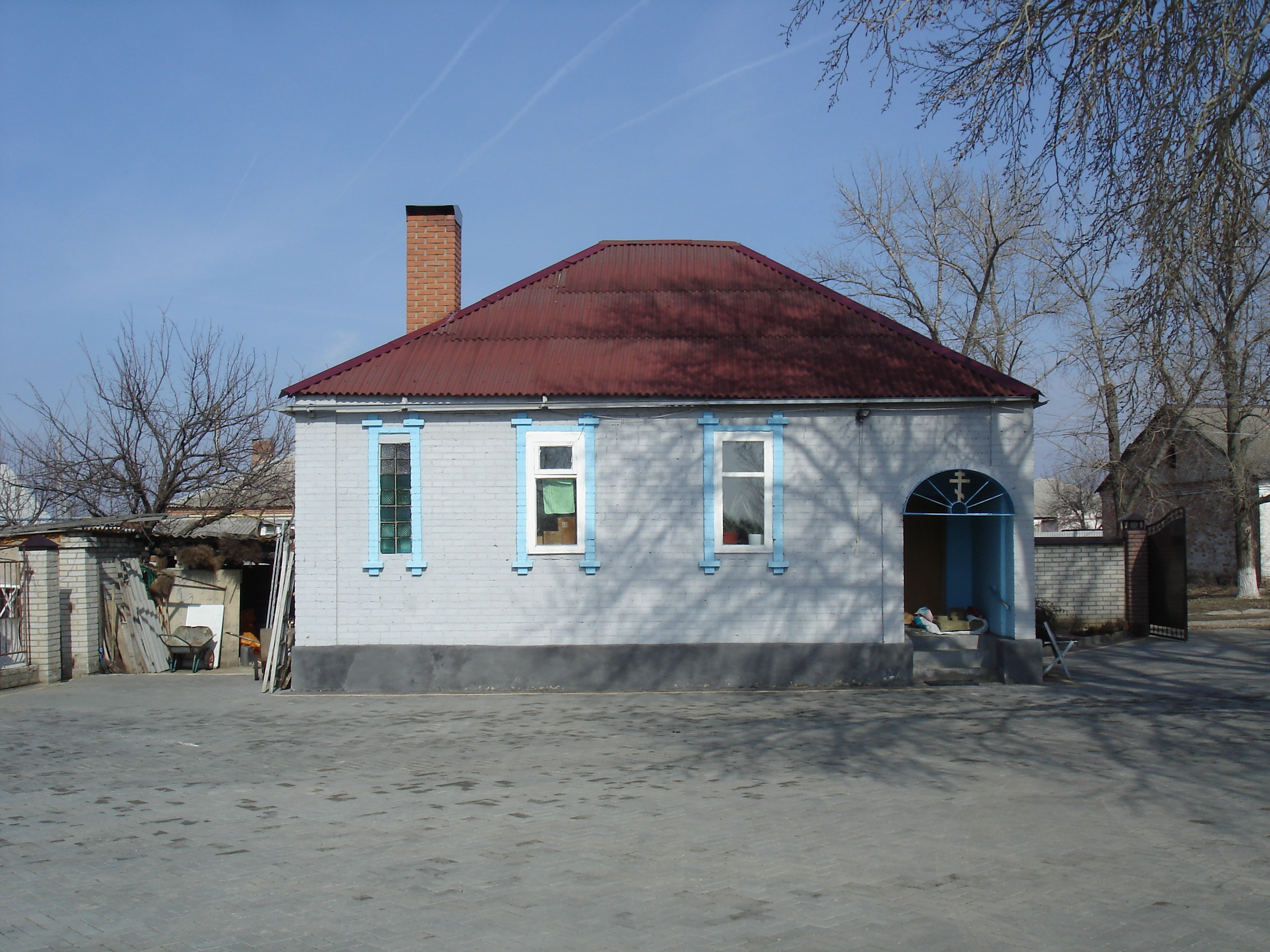
Воскресная школа
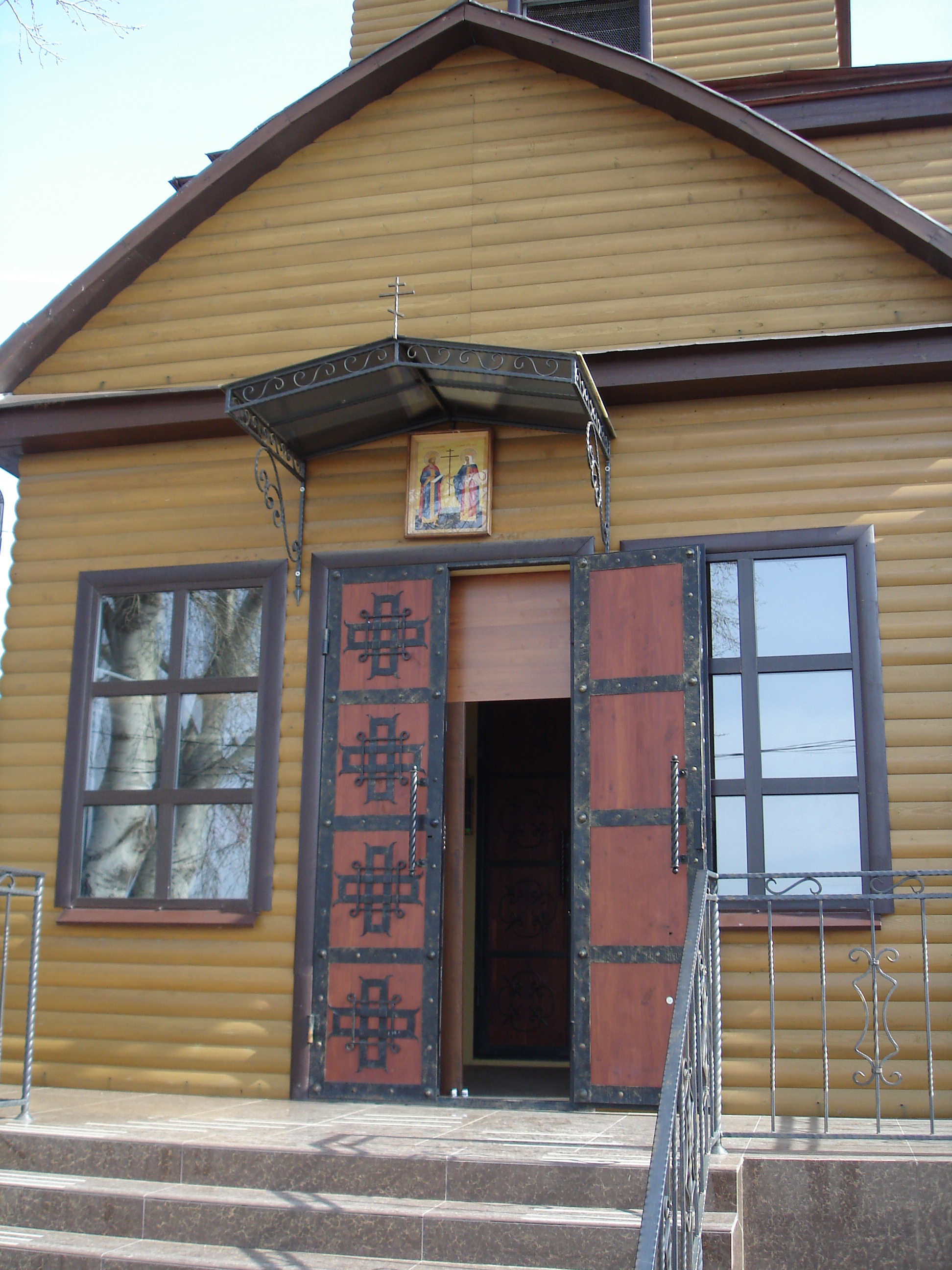
Входные ворота
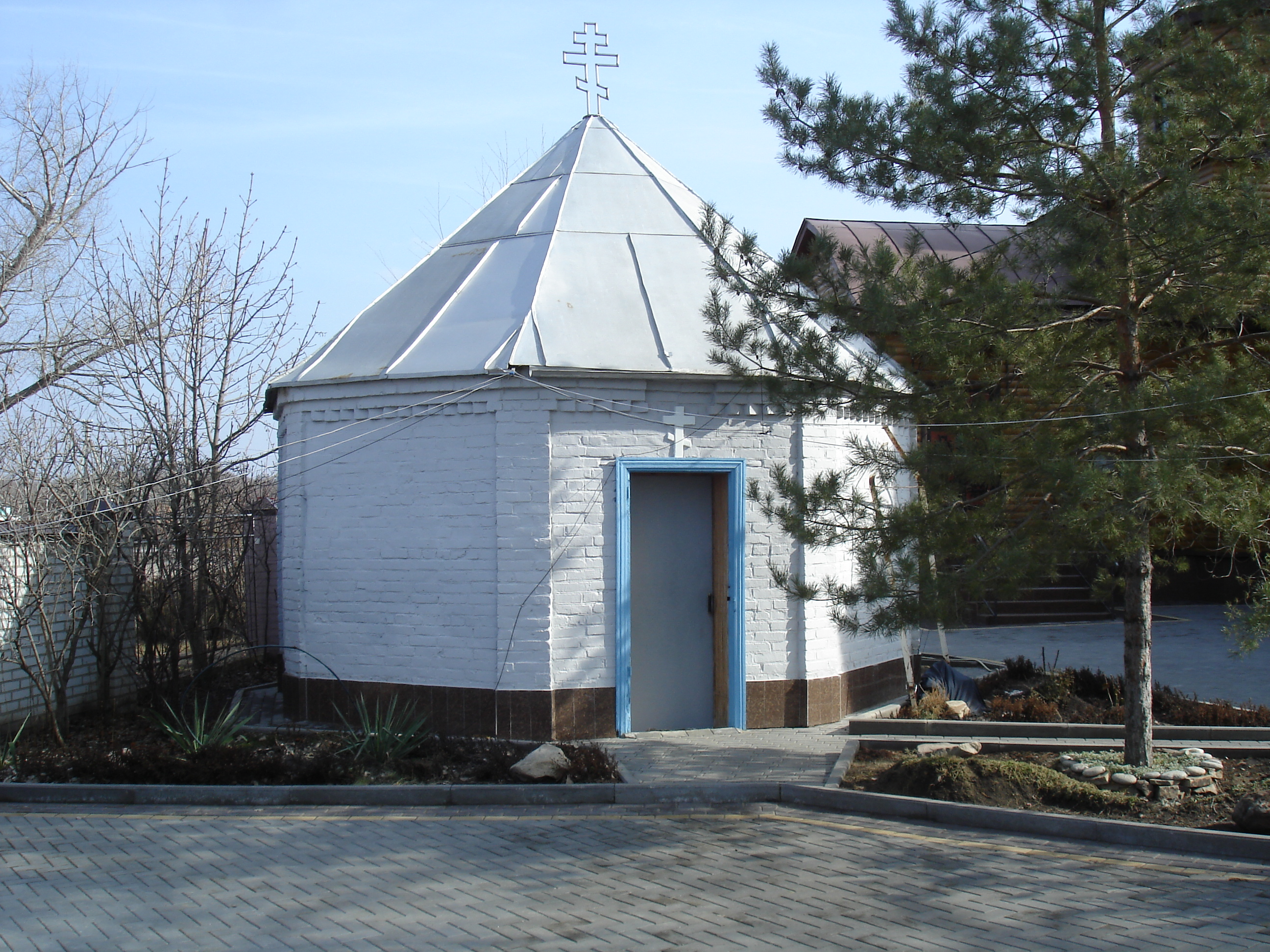
Баптистерий
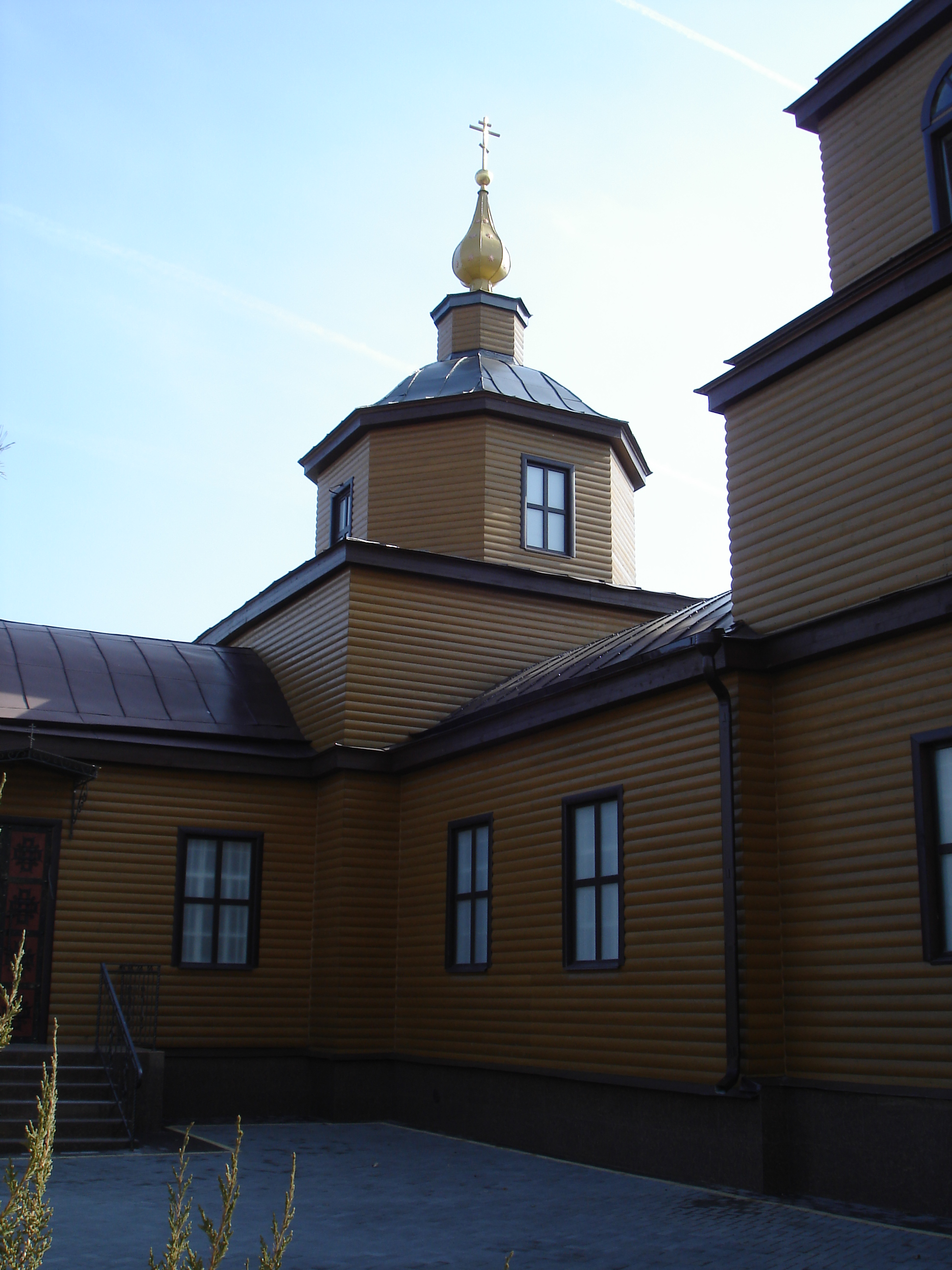
Купол храма